# 薩克瑟特巴赫河
46°39′34″N 7°52′03″E / 46.65957°N 7.86741°E

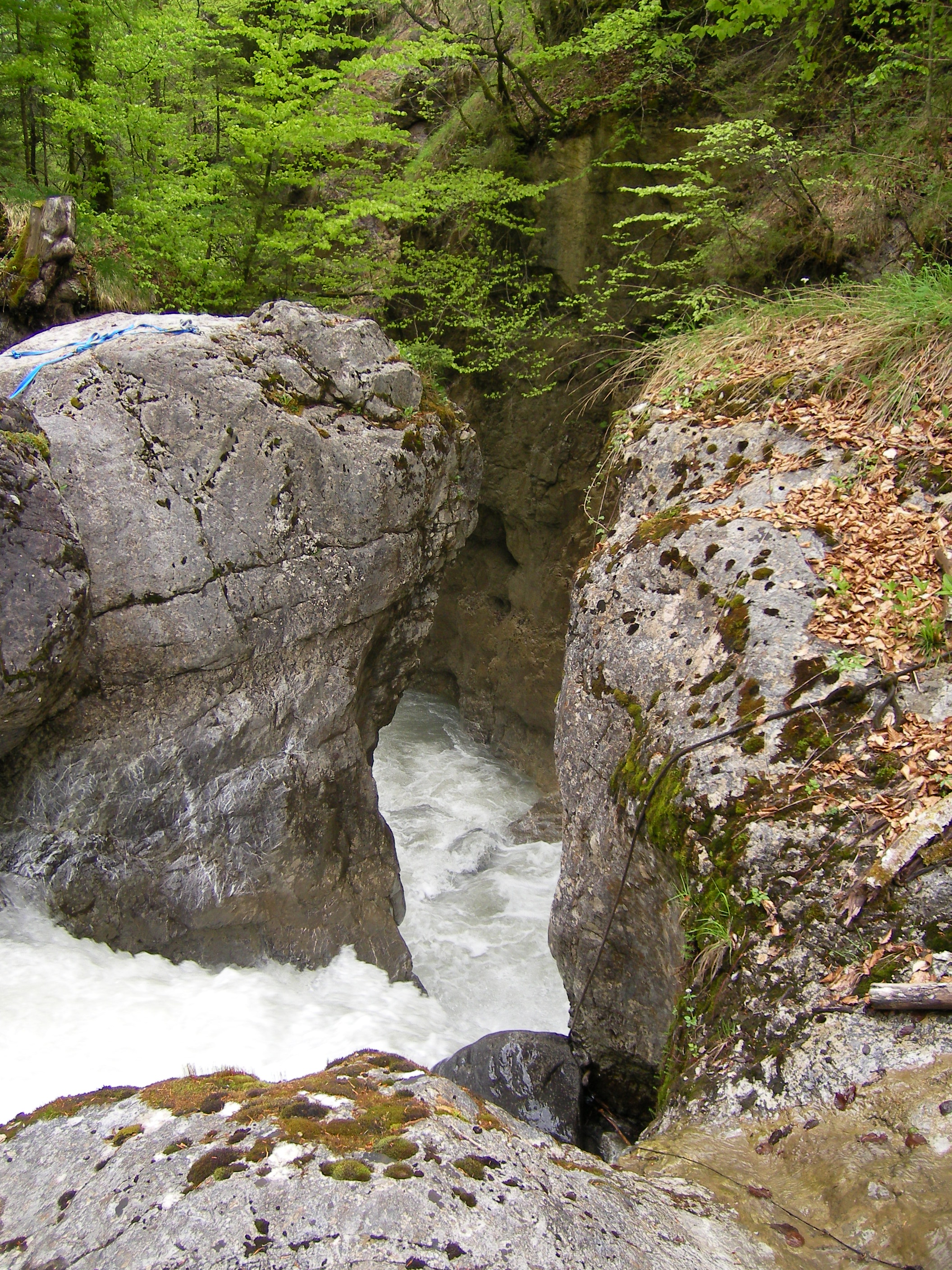

薩克瑟特巴赫河是瑞士的河流，位於該國中西部，流經伯恩州，屬於呂奇訥河的左支流，河道全長10.2公里，流域面積21.2平方公里，發源自薩克塞滕以南，河口處在維爾德斯維爾附近。